# Єкатериновка (Бузулуцький район)
Єкатери́новка (рос. Екатериновка) — село у складі Бузулуцького району Оренбурзької області, Росія.

## Населення
Населення — 159 осіб (2010; 212 у 2002).
Національний склад (станом на 2002 рік):
- росіяни — 96 %